# Gukuna
Gukuna (van gukuna imishino) is de naam van een genitale verminking van vrouwen in Afrika. De praktijk wordt aangetroffen bij de Hottentotten en algemeen in Rwanda. Meisjes smeren de schaamlippen tijdens de puberteit in met zelfgetrokken extract van vruchten en maken de schaamlippen langer door er aan te trekken. De vrouw wordt hierdoor extra gevoelig voor seksuele prikkelingen.